# Dactylolejeunea
Dactylolejeunea là một chi rêu trong họ Lejeuneaceae.